# Liste de ponts de la Lozère
Liste de ponts de la Lozère, non exhaustive, représentant les édifices présents et/ou historiques dans le département de la Lozère, en France.

## Ponts de longueur supérieure à 100 m

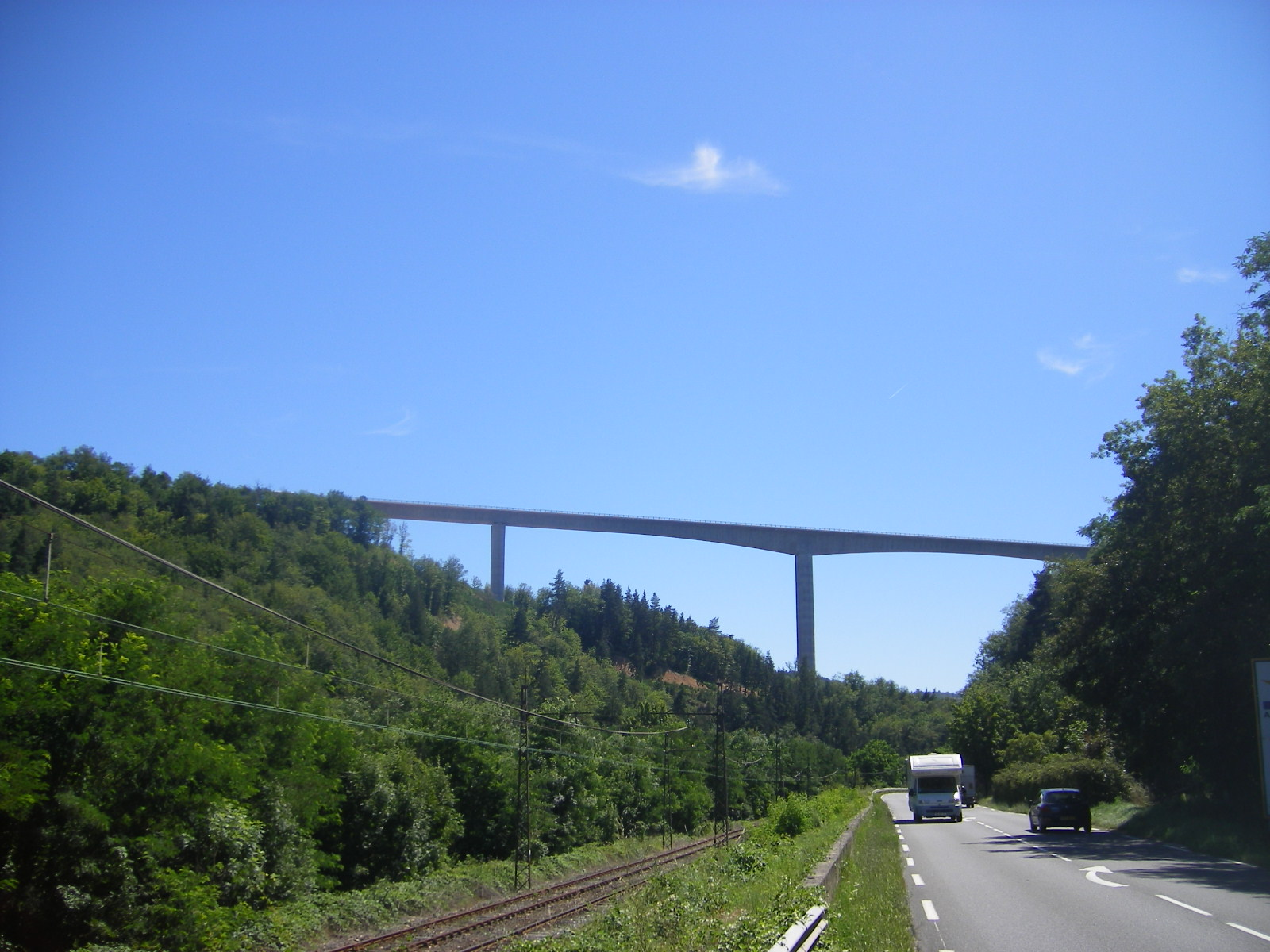
Le viaduc de la Colagne.

Les ouvrages de longueur totale supérieure à 100 m du département de la Lozère sont classés ci-après par gestionnaires de voies.

### Routes nationales
- Viaduc de la Colagne (RN 88 - Voie Express)
  - Longueur : 663 m
  - Plus haute pile : 108 m

### Voies ferrées

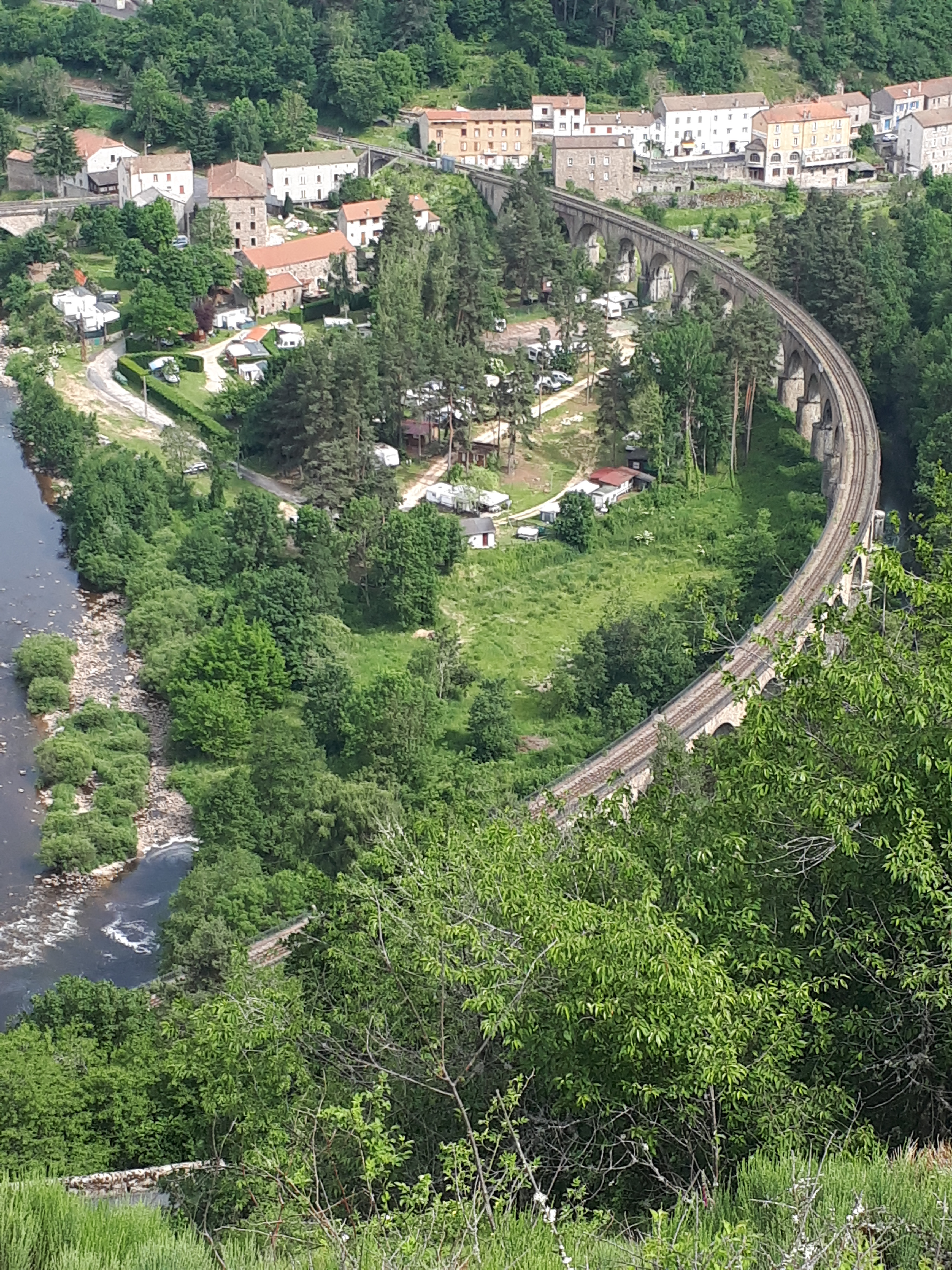
Le viaduc de Chapeauroux.

- Viaduc de l'Altier sur la ligne de Saint-Germain-des-Fossés à Nîmes-Courbessac, en partie immergé par le lac de Villefort
- Viaduc de Chanteperdrix sur la ligne de Béziers à Neussargues
- Viaduc de Chapeauroux sur la Ligne de Saint-Germain-des-Fossés à Nîmes-Courbessac
- Viaduc de la Crueize sur la ligne de Béziers à Neussargues
- Viaduc de Mirandol sur la ligne du Monastier à La Bastide-Saint-Laurent-les-Bains
- Viaduc de Sénouard  sur la ligne de Béziers à Neussargues

## Ponts de longueur comprise entre 50 m et 100 m
Les ouvrages de longueur totale comprise entre 50 et 100 m du département de la Lozère sont classés ci-après par gestionnaires de voies.

### Routes nationales
- Pont du Truc de la Fare (Chirac)

## Ponts présentant un intérêt architectural ou historique

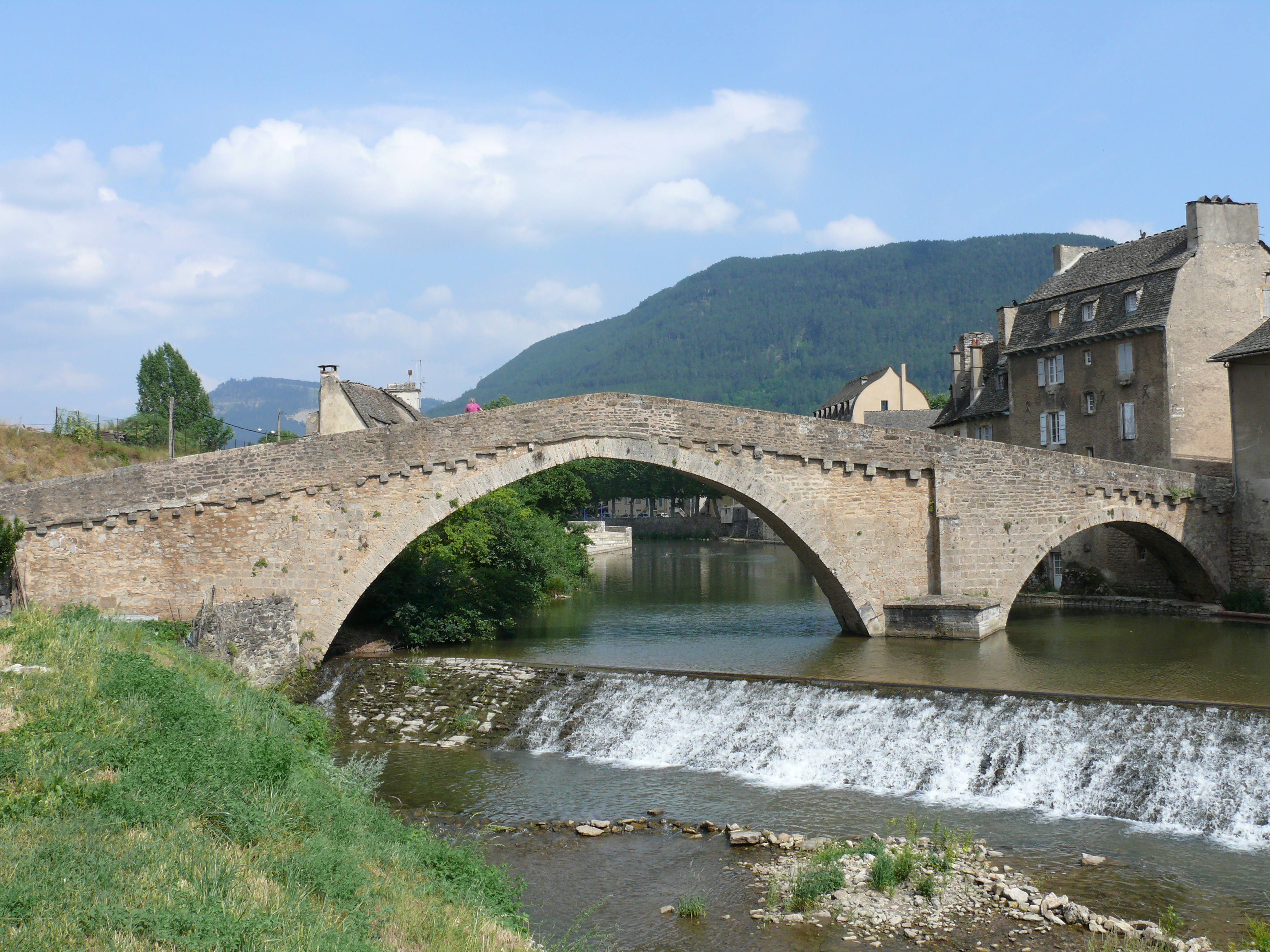
Le pont Notre-Dame de Mende classé monument historique en 1889.

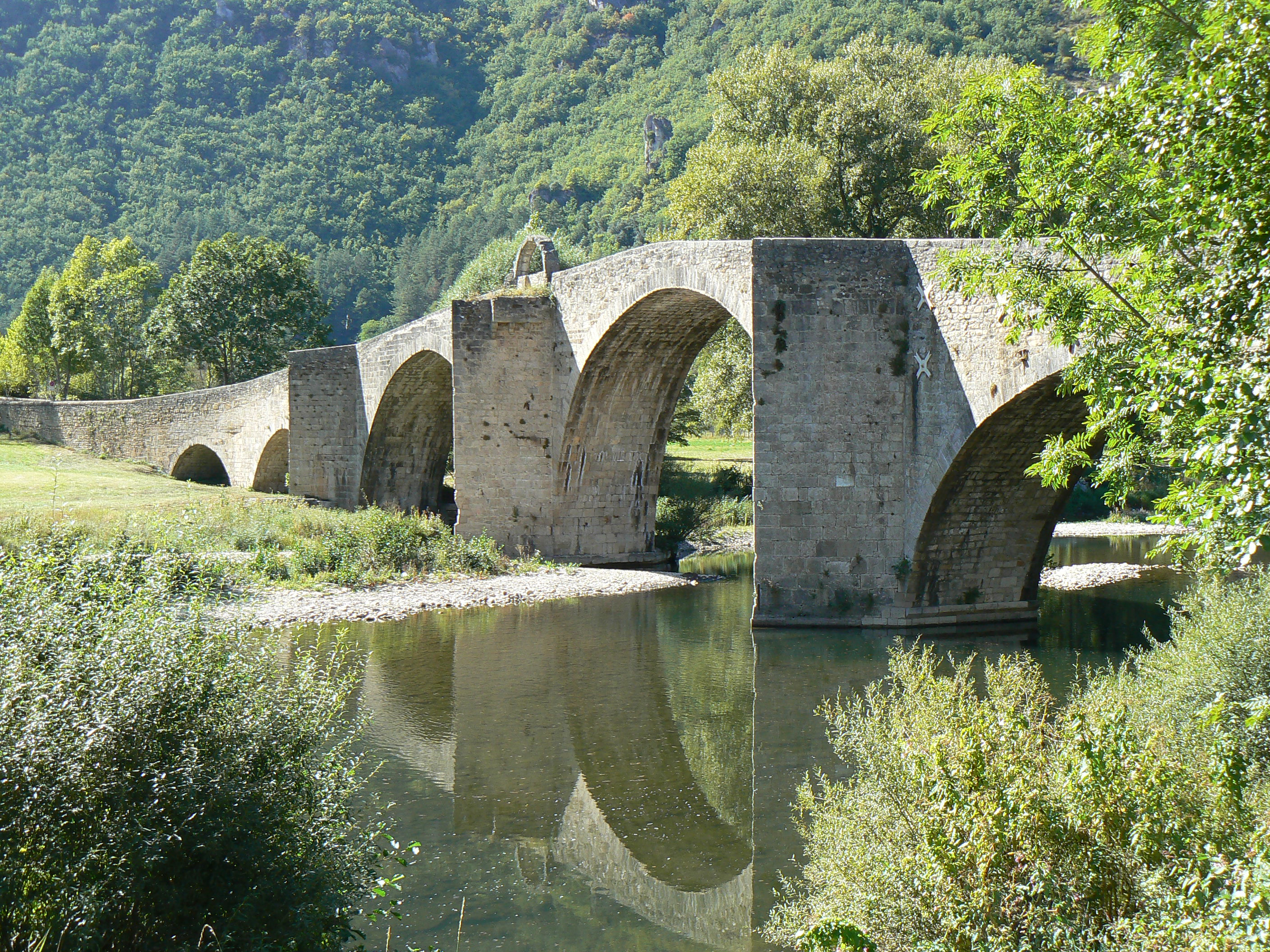
Le pont de Quézac classé monument historique en 1931.

Les ponts de la Lozère inscrits ou classés à l’inventaire national des monuments historiques sont recensés ci-après.
| Nom                            | Commune                    | Construction                              | Rivière          |
| ------------------------------ | -------------------------- | ----------------------------------------- | ---------------- |
| Pont d'Altier                  | Altier                     | XIXe siècle                               | Altier           |
| Pont de Badaroux               | Badaroux                   | XIXe siècle                               | Lot              |
| Pont neuf de Balsièges         | Balsièges                  | XVIIIe siècle                             | Lot              |
| Pont de Banassac               | Banassac                   | XIIIe siècle ; XIVe siècle ; XVIIe siècle | Lot              |
| Pont de Montferrand            | Banassac                   | ?                                         | Lot              |
| Pont Vieux de Chanac           | Chanac                     | XIVe siècle ; XIXe siècle                 | Lot              |
| Pont du Malzieu-Ville          | Le Malzieu-Ville           | XVe siècle ; XVIe siècle ; XIXe siècle    | Truyère          |
| Pont Notre-Dame                | Mende                      | XIIe siècle                               | Lot              |
| Pont des Six Liards            | Meyrueis                   | XIIe siècle                               | Jonte            |
| Pont de Pied-de-Borne          | Pied-de-Borne              | XIXe siècle                               | Chassezac        |
| Pont de Montvert               | Le Pont-de-Montvert        | XVIIe siècle                              | Tarn             |
| Pont de Quézac                 | Quézac                     | XIVe siècle ; XVe siècle                  | Tarn             |
| Pont de Saint-André-Capcèze    | Saint-André-Capcèze        | XVIIIe siècle                             | Cèze             |
| Pont sur le Bramont            | Saint-Bauzile              | XVIIIe siècle ; XIXe siècle               | Bramont          |
| Viaduc de Chapeauroux          | Saint-Bonnet-de-Montauroux | XIXe siècle                               | Chapeauroux      |
| Pont de Saint-Léger-du-Malzieu | Saint-Léger-du-Malzieu     | XIXe siècle                               | ?                |
| Pont de Saint-Privat-du-Fau    | Saint-Privat-du-Fau        | XVIIIe siècle                             | ?                |
| Pont des Salelles              | Les Salelles               | XVIIIe siècle ; XIXe siècle               | Lot              |
| Viaduc ferroviaire de l'Altier | Villefort                  | 1869                                      | Lac de Villefort |
| Pont Louis Philippe            | Villefort                  | XIXe siècle                               | Altier           |
| Pont Saint-Jean                | Villefort                  | XIVe siècle                               | Palhère          |

## Sources
Base de données Mérimée du ministère de la Culture et de la Communication.